# سایشی ملازی واک‌دار
سایشی ملازی واکدار یک صامت است که در گفتار برخی از زبان‌های جهان به کار می‌رود. نماد این همخوان در الفبای آوانگاری بین‌المللی ⟨ʁ⟩  است.